# پساموئل پرچاس
پساموئل پرچاس (انگلیسی: Samuel Purchas; ۱ ژانویهٔ ۱۵۷۷ – ۱ ژانویهٔ ۱۶۲۶) نویسنده، و الهی‌دان اهل انگلستان بود.